# Törvénykönyv
A törvénykönyv vagy kódex a mai jogi szóhasználatban nem könyvet, hanem kiemelkedő fontosságú, nagyobb terjedelmű törvényt jelent.
A törvénykönyvek elnevezésüket főleg azért érdemlik meg, mert egy jogágat, jogterületet átfogóan, egyetlen "könyvben" (kódexben) szabályoznak. A törvénykönyvek ennek megfelelően nagyobb terjedelműek az átlagos törvényeknél (innen a nevük). A legfontosabbak a Polgári törvénykönyv (Ptk.), amely a polgári jog, a Büntető törvénykönyv (Btk.) (elődje a Csemegi-kódex), amely a büntetőjog szabályait öleli fel, de számos más jogszabályt is így neveznek (például A munka Törvénykönyve, devizakódex stb.).

„Törvénykönyvnek az olyan törvényt nevezzük, amely rendszerezve magában foglalja a büntetőjog teljes, hatályos anyagát. A hatályos joganyag teljessége a törvénykönyv tekintetében csak „óhaj”, hiszen a hatályba léptető jogszabály, illetőleg az átmeneti rendelkezésekről, vagyis a korábbi és az új törvény viszonyáról rendelkező jogszabály nyomban megtöri a teljesség igényét.”

## Története
Hammurapi törvényoszlopa akkád nyelven írott Hammurapi babiloni király törvényeinek gyűjteménye. Hammurapi i. e. 1792-1686 között keletkezett. A szövegnek számos másolata maradt fenn, ez arról tanúskodik, hogy az oktatás kötelező tananyaga volt. Hatása a Bibliában is megjelenik.
A Tizenkét táblás törvények (latinul: Lex duodecim tabularum) a Római Köztársaság Kr. e. 451–450-ben összeállított, írásba foglalt törvényei, a római jog egyik legjelentősebb forrása. Maguk a törvénytáblák Kr. e. 390-ig (vagy Kr. e. 387-ig nyilvánosan is láthatóak voltak, de a gall betöréskor megsemmisültek.
A következő jelentős összefoglalás  Keletrómai Birodalomban, I. Justinianus uralkodása alatt, a  Corpus Iuris Civilis kihirdetésére 529. április 7-én került sor, a mű még ezer esztendő múltán is használatos volt Európában, tanulmányozásából született az európai jogtudomány. 
Az ókori római jog alapművének,  a Codex Iustinianus
Az Admonti kódex a legrégibb magyar törvénykönyvek legrégibb, 1100-as években összeállított gyűjteménye. 
A francia Code Napoléonnak nagy szerepe volt a törvénykönyvek alkotásának elterjedésében. Eredetileg a francia fennhatóságú területeken vezették be 1804-ben: Belgiumban, Luxemburgban, Németország némely nyugati részein, Északnyugat-Itáliában, Genfben és Monacóban. Később törvénybe iktatták a Napóleon által meghódított területeken: Itáliában, Hollandiában, a Hanza Szövetség területén és Németország nyugati területeinek fennmaradó részén, valamint Svájcban.
A 19. század folyamán számos európai és latin-amerikai ország önkéntesen átvette a Code Napoléont vagy egyszerű fordításként, vagy számottevő módosításokkal. Az 1865-ös olasz polgári törvénykönyv közvetlen kapcsolatban volt a napóleoni törvénykönyvvel. A 19. század elején a törvénykönyvet bevezetik Haitiban és a Dominikai Köztársaságban, ahol még a mai napig hatályos. Bolívia és Chile szorosan követte a törvénykönyv szerkezetét és átvette annak nagy részét. A chilei törvénykönyvet vette át Kolumbia, Ecuador, Uruguay és Argentína. Louisianában, az Amerikai Egyesült Államok egyetlen kontinentális jogú államában az 1825-ös polgári törvénykönyv (az 1870-es módosítást követően még hatályban van) szorosan kötődik a Code Napoléonhoz. A napóleoni törvénykönyv hatása a 20. század fordulóján a német (porosz) törvénykönyv (1900) és a svájci polgári törvénykönyv (1912) bevezetésével csökkent.